# Zygmunt Szpaderski
Zygmunt Szpaderski (ur. 29 lipca 1914 w Warszawie, zm. 9 marca 2008 w Łodzi) – polski skrzypek, producent instrumentów perkusyjnych.
W okresie międzywojennym pracował jako elektrotechnik w PZL w Warszawie, a w czasie wolnym grał na skrzypcach, między innymi występując na weselach. Od 1945 r. mieszkał w Łodzi. Wraz z kolegą występował w obecnie nieistniejącej już restauracji u zbiegu ulic Andrzeja Struga i Tadeusza Kościuszki. Niebawem pomógł koledze w złożeniu perkusji i sam zrobił werbel, co skłoniło go do skonstruowania własnej perkusji, którą wykonał kilka miesięcy później, a następnie sprzedał. Założył własny zakład przy ulicy Piotrkowskiej 86 w Łodzi. W połowie lat 60. XX w., wraz z wybuchem mody na bigbit, zestawy perkusyjne produkcji Szpaderskiego cieszyły się w Polsce ogromną popularnością i renomą (w tym okresie składał nawet do dwóch zestawów perkusyjnych dziennie). W czasie swojej kariery wykonał kilka tysięcy perkusji. Był również znanym wytwórcą pałek perkusyjnych oraz kotłów orkiestrowych.
Na perkusji Szpaderskiego grali między innymi tacy perkusiści, jak Jerzy Skrzypczyk z zespołu Czerwone Gitary, Marian Lichtman z Trubadurów, Tomasz Zeliszewski z Budki Suflera, Piotr Szkudelski z Perfectu, Jacek Frąś z Cool Kids of Death, Michał Kochmański z RSC, muzycy SBB czy Zenon Sybilski z zespołu Trofeum.
Pochowany został 13 marca 2008 r. na Starym Cmentarzu przy ul. Ogrodowej w Łodzi.